# Daniel Majstorović
Daniel Majstorović (Stoccolma, 5 aprile 1977) è un ex calciatore svedese di origini serbe.

## Carriera

### Club
Inizia la carriera nel Brommapojkarna nel 1995, disputando 20 partite nella sua stagione d'esordio. Due anni più tardi viene acquistato dai tedeschi del Fortuna Colonia ma in Germania non gioca moltissimo e così l'anno seguente ritorna in Svezia nel Västerås. Le sue prestazioni lo fanno diventare un beniamino dei tifosi e viene seguito dagli osservatori dalla Nazionale svedese e del Malmö FF, che lo acquista nel 2000.
A Malmö trascorre quattro anni, disputando 86 partite e realizzando 9 gol. In questo periodo ottiene anche le sue prime convocazioni nella Svezia. Nel 2004 si trasferisce agli olandesi del Twente, dove gioca 50 partite realizzando 4 reti. Nel marzo 2005 viene squalificato per 6 giornate per aver rifilato due gomitate all'attaccante del Groningen Martin Drent. In seguito la sospensione viene annullata in quanto gli interventi vengono ritenuti normali contrasti di gioco dall'arbitro.
Nel gennaio del 2006 firma per i campioni di Svizzera del Basilea. Il suo impatto iniziale, nel bene e nel male, è notevole: segna il gol del definitivo 1-1 ottenuto fuori casa contro il Monaco, che spiana la strada al Basilea verso i quarti di finale della Coppa UEFA 2005/06. Tuttavia viene anche espulso nei quarti contro il Middlesbrough al Riverside Stadium, permettendo al Boro di segnare il gol che vale la qualificazione per gli inglesi. È vice-capitano al Basilea e quando Ivan Ergić è assente ne indossa la fascia. Nel 2007 il Basilea ha vinto la Coppa di Svizzera grazie a un suo rigore realizzato al 93º minuto. La designazione di calciare i tiri dal dischetto unita all'abilità nei colpi di testa lo portò ad essere il secondo miglior marcatore del Basilea nel campionato 2007-2008 con 10 reti, nonostante il ruolo difensivo.
Il 19 maggio 2008 viene ufficializzato il suo passaggio dal Basilea all'AEK Atene. In Grecia disputa due campionati ad ottimi livelli e nell'estate 2010 viene acquistato dagli scozzesi del Celtic. Qui resta complessivamente due anni, ma è costretto a perdere una buona parte della seconda stagione a causa di due infortuni: una frattura allo zigomo rimediata nel dicembre 2011 contro il St. Johnstone che lo tiene fuori 8 settimane, e la rottura del legamento crociato sinistro causata da uno scontro in allenamento con i compagni di nazionale Ibrahimović e Svensson che gli fa chiudere l'annata anzitempo.
Ristabilitosi dal grave infortunio dopo aver perso la possibilità di disputare gli Europei 2012, il 15 maggio 2012 passa alla squadra svedese dell'AIK. Il 1º luglio 2013, prima del match interno contro il Mjällby, Majstorović non si è presentato al meeting prepartita in contrasto con l'allenatore Andreas Alm che lo avrebbe fatto partire dalla panchina. Il fatto lo ha portato ad essere contestato dai tifosi nerogiallo. Alcuni mesi più tardi, il 6 gennaio 2014, l'AIK ha comunicato di aver rescisso il contratto del giocatore con un anno di anticipo rispetto alla scadenza.

### Nazionale
Dopo avere disputato l'Europeo di categoria nel 1998 con l'Under-21 svedese, debutta con la nazionale maggiore il 16 febbraio 2003 contro in amichevole contro il Qatar. Ha disputato l'Europeo del 2008 con gli svedesi, non disputando quello del 2012 per infortunio.

## Dopo il ritiro
Il 4 febbraio 2014 comunica il suo ritiro dall'attività agonistica, manifestando al tempo stesso l'intenzione di diventare procuratore sportivo. Nel settembre 2016 diventa direttore sportivo di una sua vecchia squadra, l'AEK Atene in Grecia. Nell'ottobre 2017 assume la carica di direttore sportivo del Brommapojkarna, incarico lasciato poco meno di un anno dopo, ufficialmente a seguito del caso che ha coinvolto l'allenatore del club, Luís Pimenta, accusato in forma anonima su un quotidiano nazionale da alcuni suoi giocatori per i metodi di lavoro utilizzati.

## Statistiche

### Cronologia presenze e reti in nazionale
| Cronologia completa delle presenze e delle reti in nazionale ― Svezia | Cronologia completa delle presenze e delle reti in nazionale ― Svezia | Cronologia completa delle presenze e delle reti in nazionale ― Svezia | Cronologia completa delle presenze e delle reti in nazionale ― Svezia | Cronologia completa delle presenze e delle reti in nazionale ― Svezia | Cronologia completa delle presenze e delle reti in nazionale ― Svezia | Cronologia completa delle presenze e delle reti in nazionale ― Svezia | Cronologia completa delle presenze e delle reti in nazionale ― Svezia |
| Data                                                                  | Città                                                                 | In casa                                                               | Risultato                                                             | Ospiti                                                                | Competizione                                                          | Reti                                                                  | Note                                                                  |
| --------------------------------------------------------------------- | --------------------------------------------------------------------- | --------------------------------------------------------------------- | --------------------------------------------------------------------- | --------------------------------------------------------------------- | --------------------------------------------------------------------- | --------------------------------------------------------------------- | --------------------------------------------------------------------- |
| 16-2-2003                                                             | Bangkok                                                               | Qatar                                                                 | 2 – 3                                                                 | Svezia                                                                | King's Cup 2003                                                       | -                                                                     |                                                                       |
| 20-2-2003                                                             | Bangkok                                                               | Thailandia                                                            | 1 – 4                                                                 | Svezia                                                                | King's Cup 2003                                                       | 1                                                                     |                                                                       |
| 22-2-2003                                                             | Bangkok                                                               | Corea del Nord                                                        | 0 – 4                                                                 | Svezia                                                                | King's Cup 2003                                                       | -                                                                     |                                                                       |
| 8-6-2005                                                              | Stoccolma                                                             | Svezia                                                                | 2 – 3                                                                 | Norvegia                                                              | Amichevole                                                            | -                                                                     | 46’                                                                   |
| 12-11-2005                                                            | Seul                                                                  | Corea del Sud                                                         | 2 – 2                                                                 | Svezia                                                                | Amichevole                                                            | -                                                                     | 60’                                                                   |
| 11-10-2006                                                            | Reykjavík                                                             | Islanda                                                               | 1 – 2                                                                 | Svezia                                                                | Qual. Euro 2008                                                       | -                                                                     | 90’                                                                   |
| 15-11-2006                                                            | Le Mans                                                               | Costa d'Avorio                                                        | 1 – 0                                                                 | Svezia                                                                | Amichevole                                                            | -                                                                     |                                                                       |
| 28-3-2007                                                             | Belfast                                                               | Irlanda del Nord                                                      | 2 – 1                                                                 | Svezia                                                                | Qual. Euro 2008                                                       | -                                                                     | 70’                                                                   |
| 22-8-2007                                                             | Göteborg                                                              | Svezia                                                                | 1 – 0                                                                 | Stati Uniti                                                           | Amichevole                                                            | -                                                                     | 46’                                                                   |
| 12-9-2007                                                             | Podgorica                                                             | Montenegro                                                            | 1 – 2                                                                 | Svezia                                                                | Amichevole                                                            | -                                                                     |                                                                       |
| 13-10-2007                                                            | Vaduz                                                                 | Liechtenstein                                                         | 0 – 3                                                                 | Svezia                                                                | Qual. Euro 2008                                                       | -                                                                     |                                                                       |
| 21-11-2007                                                            | Stoccolma                                                             | Svezia                                                                | 2 – 1                                                                 | Lettonia                                                              | Qual. Euro 2008                                                       | -                                                                     |                                                                       |
| 6-2-2008                                                              | Istanbul                                                              | Turchia                                                               | 0 – 0                                                                 | Svezia                                                                | Amichevole                                                            | -                                                                     |                                                                       |
| 26-3-2008                                                             | Londra                                                                | Svezia                                                                | 0 – 1                                                                 | Brasile                                                               | Amichevole                                                            | -                                                                     |                                                                       |
| 26-5-2008                                                             | Göteborg                                                              | Svezia                                                                | 1 – 0                                                                 | Slovenia                                                              | Amichevole                                                            | -                                                                     |                                                                       |
| 20-8-2008                                                             | Göteborg                                                              | Svezia                                                                | 2 – 3                                                                 | Francia                                                               | Amichevole                                                            | -                                                                     |                                                                       |
| 6-9-2008                                                              | Tirana                                                                | Albania                                                               | 0 – 0                                                                 | Svezia                                                                | Qual. Mondiali 2010                                                   | -                                                                     |                                                                       |
| 10-9-2008                                                             | Solna                                                                 | Svezia                                                                | 2 – 1                                                                 | Ungheria                                                              | Qual. Mondiali 2010                                                   | -                                                                     |                                                                       |
| 11-10-2008                                                            | Solna                                                                 | Svezia                                                                | 0 – 0                                                                 | Portogallo                                                            | Qual. Mondiali 2010                                                   | -                                                                     |                                                                       |
| 19-11-2008                                                            | Amsterdam                                                             | Paesi Bassi                                                           | 3 – 1                                                                 | Svezia                                                                | Amichevole                                                            | -                                                                     |                                                                       |
| 11-2-2009                                                             | Graz                                                                  | Austria                                                               | 0 – 2                                                                 | Svezia                                                                | Amichevole                                                            | -                                                                     | cap. 46’                                                              |
| 28-3-2009                                                             | Porto                                                                 | Portogallo                                                            | 0 – 0                                                                 | Svezia                                                                | Qual. Mondiali 2010                                                   | -                                                                     |                                                                       |
| 1-4-2009                                                              | Belgrado                                                              | Serbia                                                                | 2 – 0                                                                 | Svezia                                                                | Amichevole                                                            | -                                                                     | 46’                                                                   |
| 6-6-2009                                                              | Solna                                                                 | Svezia                                                                | 0 – 1                                                                 | Danimarca                                                             | Qual. Mondiali 2010                                                   | -                                                                     |                                                                       |
| 10-6-2009                                                             | Göteborg                                                              | Svezia                                                                | 4 – 0                                                                 | Malta                                                                 | Qual. Mondiali 2010                                                   | 1                                                                     |                                                                       |
| 12-8-2009                                                             | Solna                                                                 | Svezia                                                                | 1 – 0                                                                 | Finlandia                                                             | Amichevole                                                            | -                                                                     | cap. 46’                                                              |
| 5-9-2009                                                              | Budapest                                                              | Ungheria                                                              | 1 – 2                                                                 | Svezia                                                                | Qual. Mondiali 2010                                                   | -                                                                     |                                                                       |
| 9-9-2009                                                              | Ta' Qali                                                              | Malta                                                                 | 0 – 1                                                                 | Svezia                                                                | Qual. Mondiali 2010                                                   | -                                                                     |                                                                       |
| 10-10-2009                                                            | Copenaghen                                                            | Danimarca                                                             | 1 – 0                                                                 | Svezia                                                                | Qual. Mondiali 2010                                                   | -                                                                     |                                                                       |
| 14-10-2009                                                            | Stoccolma                                                             | Svezia                                                                | 4 – 1                                                                 | Albania                                                               | Qual. Mondiali 2010                                                   | -                                                                     |                                                                       |
| 18-11-2009                                                            | Cesena                                                                | Italia                                                                | 1 – 0                                                                 | Svezia                                                                | Amichevole                                                            | -                                                                     | 34’                                                                   |
| 3-3-2010                                                              | Swansea                                                               | Galles                                                                | 0 – 1                                                                 | Svezia                                                                | Amichevole                                                            | -                                                                     |                                                                       |
| 29-5-2010                                                             | Solna                                                                 | Svezia                                                                | 4 – 2                                                                 | Bosnia ed Erzegovina                                                  | Amichevole                                                            | -                                                                     | 55’                                                                   |
| 2-6-2010                                                              | Minsk                                                                 | Bielorussia                                                           | 0 – 1                                                                 | Svezia                                                                | Amichevole                                                            | -                                                                     | 85’                                                                   |
| 11-8-2010                                                             | Solna                                                                 | Svezia                                                                | 3 – 0                                                                 | Scozia                                                                | Amichevole                                                            | -                                                                     | cap.                                                                  |
| 3-9-2010                                                              | Solna                                                                 | Svezia                                                                | 2 – 0                                                                 | Ungheria                                                              | Qual. Euro 2012                                                       | -                                                                     |                                                                       |
| 7-9-2010                                                              | Malmö                                                                 | Svezia                                                                | 6 – 0                                                                 | San Marino                                                            | Qual. Euro 2012                                                       | -                                                                     |                                                                       |
| 12-10-2010                                                            | Amsterdam                                                             | Paesi Bassi                                                           | 4 – 1                                                                 | Svezia                                                                | Qual. Euro 2012                                                       | -                                                                     |                                                                       |
| 17-11-2010                                                            | Göteborg                                                              | Svezia                                                                | 0 – 0                                                                 | Germania                                                              | Amichevole                                                            | -                                                                     |                                                                       |
| 9-2-2011                                                              | Nicosia                                                               | Svezia                                                                | 1 – 1 dts (5 – 6 dtr)                                                 | Ucraina                                                               | Amichevole                                                            | -                                                                     | 35’ 46’                                                               |
| 3-6-2011                                                              | Chișinău                                                              | Moldavia                                                              | 1 – 4                                                                 | Svezia                                                                | Qual. Euro 2012                                                       | -                                                                     |                                                                       |
| 7-6-2011                                                              | Solna                                                                 | Svezia                                                                | 5 – 0                                                                 | Finlandia                                                             | Qual. Euro 2012                                                       | -                                                                     |                                                                       |
| 10-8-2011                                                             | Charkiv                                                               | Ucraina                                                               | 0 – 1                                                                 | Svezia                                                                | Amichevole                                                            | -                                                                     |                                                                       |
| 2-9-2011                                                              | Budapest                                                              | Ungheria                                                              | 2 – 1                                                                 | Svezia                                                                | Qual. Euro 2012                                                       | -                                                                     |                                                                       |
| 6-9-2011                                                              | Serravalle                                                            | San Marino                                                            | 0 – 5                                                                 | Svezia                                                                | Qual. Euro 2012                                                       | -                                                                     |                                                                       |
| 7-10-2011                                                             | Helsinki                                                              | Finlandia                                                             | 1 – 2                                                                 | Svezia                                                                | Qual. Euro 2012                                                       | -                                                                     | 55’                                                                   |
| 11-10-2011                                                            | Stoccolma                                                             | Svezia                                                                | 3 – 2                                                                 | Paesi Bassi                                                           | Qual. Euro 2012                                                       | -                                                                     |                                                                       |
| 15-11-2011                                                            | Londra                                                                | Inghilterra                                                           | 1 – 0                                                                 | Svezia                                                                | Amichevole                                                            | -                                                                     |                                                                       |
| 23-1-2013                                                             | Chiang Mai                                                            | Corea del Nord                                                        | 1 – 1 (1 – 4 dtr)                                                     | Svezia                                                                | King's Cup 2013                                                       | -                                                                     |                                                                       |
| 26-1-2013                                                             | Chiang Mai                                                            | Finlandia                                                             | 0 – 3                                                                 | Svezia                                                                | King's Cup 2013                                                       | -                                                                     | 46’                                                                   |
| Totale                                                                |                                                                       | Presenze                                                              | 50                                                                    |                                                                       | Reti                                                                  | 2                                                                     |                                                                       |

## Palmarès

### Club
- Campionato svedese: 1

Malmö: 2004
- Coppa Svizzera: 2

Basilea: 2006-2007, 2007-2008
- Campionato svizzero: 1

Basilea: 2007-2008
- Coppa di Scozia: 1

Celtic: 2010-2011